# Argent
Argent var ett brittiskt rockband, bildat 1968 av medlemmar från popbandet The Zombies som precis hade splittrats. Bandet var mest kända för låtarna "Hold Your Head Up" och "God Gave Rock and Roll to You".
Argent splittrades 1976, men återförenades för ett mindre antal konserter 2010, 2012 och 2013.

## Medlemmar
Senaste medlemmar
- Rod Argent – keyboard, sång (1969–1976, 2010, 2012, 2013)
- Robert Henrit – trummor (1969–1976, 2010, 2012, 2013)
- Jim Rodford – basgitarr (1969–1976, 2010, 2012, 2013, död 2018)
- Russ Ballard – gitarr, keyboard (1969–1974, 2010, 2012, 2013)

Tidigare medlemmar
- John Verity – gitarr, sång (1974–1976)
- John Grimaldy – gitarr (1974–1976, död 1983)

## Diskografi
Studioalbum
- Argent (1970)
- Ring Of Hands (1971)
- All Together Now (1972)
- In Deep (1973)
- Nexus (1974)
- Circus (1975)
- Counterpoints (1975)

Livealbum
- Encore: Live In Concert (1974)
- BBC Radio 1 In Concert (1995)
- The Complete BBC Sessions (1997)

Samlingsalbum
- The Best Of Argent - An Anthology (1976)
- Hold Your Head Up (1978)
- Music From The Spheres (1991)
- Greatest: The Singles Collection (2008)

Singlar
- "Liar" (1970)
- "Schoolgirl" (1970)
- "Sweet Mary" (1971)
- "Celebration" (1971)
- "Hold Your Head Up" (1972)
- "Tragedy" (1972)
- "God Gave Rock and Roll to You" (1973)
- "It's Only Money, Part 2" (1973)
- "Man for All Reasons" (1974)
- "Thunder & Lightning" (1974)
- "Time of the Season" (1974)
- "The Jester" (1975)
- "Highwire" (1975)